# Arabis purpurea
Arabis purpurea är en korsblommig växtart som beskrevs av James Edward Smith. Arabis purpurea ingår i släktet travar, och familjen korsblommiga växter. Inga underarter finns listade i Catalogue of Life.